# Gāyatrī

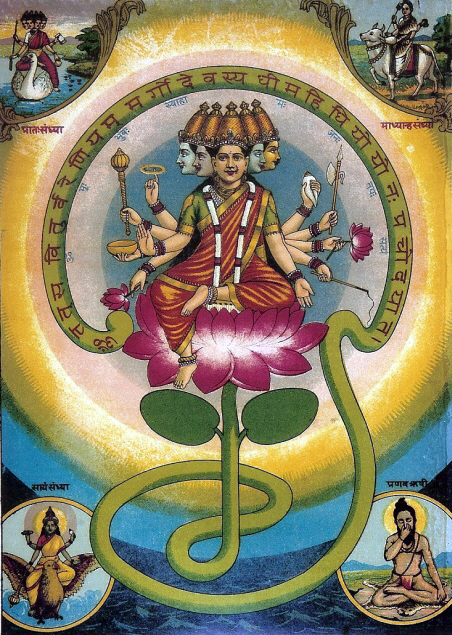
Ilustración de Raya Ravi Varma (1848-1906). En las ilustraciones, la diosa Gaiatri a menudo se sienta sobre una flor de loto y aparece con cinco cabezas y cinco pares de manos, en representación de las encarnaciones de la diosa como Párvati, etc. Es especialmente identificada como Sárasuati.

El mantra gāiatrī en escritura devanagari (en rojo, el símbolo del mantra Oṃ).

El mantra Gāyatrī o Gáiatri es una de las oraciones más reverenciadas del hinduismo y a su vez también la personificación de la diosa Gáiatri.
Los sacerdotes brahmanes recitan mentalmente este mantra momentos antes del amanecer y durante el atardecer.

## Nombre sánscrito
- gāyatrī, en el sistema AITS (alfabeto internacional para la transliteración del sánscrito).[1]
- गायत्री, en escritura devanagari del sánscrito.[1]
- Pronunciación:
  - /gaiatrí/ en sánscrito[1] o bien
  - /gáiatri/ en varios idiomas modernos de la India (como el bengalí, el hindí, el maratí o el palí).
- Etimología: ‘cantada’, basada en la palabra sánscrita gaia (cantar)[1]

## Descripción
Gáiatri es la forma femenina de la palabra sánscrita gaiatra, que es un himno o canto. Gáiatri es el nombre de un tipo de metro poético védico de 24 sílabas (3 grupos de 8 sílabas cada uno), o cualquier himno compuesto con ese metro. En el hinduismo, el gáiatri es un mantra en particular, y también es su personificación en la forma de la diosa Gáiatri.
Fue escrito y desarrollado por un mítico sabio brahmarshi, Viswamitra.
Los versos del mantra Gáiatri son una adoración a Savitrí (el dios del Sol, ‘estimulador, vivificante’) como generador, por eso también a esta oración se personifica como Sāvitrí (hija de Savitrí) y esposa del dios creador Brahmá; se la conoce como veda matá, la madre de los Vedas.
En su iconografía, la diosa frecuentemente aparece sentada en una flor de loto roja (que significa riqueza), con cinco cabezas y diez ojos (que miran estrábicamente hacia abajo, arriba y en las ocho direcciones) y diez brazos que sostienen todas las armas de Visnú (maza, disco, etc.). Representa encarnaciones de diosas como Párvati, Sarasuati, etc. A veces, como diosa de la educación, tiene solo dos brazos, con los que sostiene un libro y una lota (recipiente de metal). En esos casos está acompañada por un cisne.

## El mantra
Es precedido por el prefijo om bhur bhuvah svah [ॐ भूर्भुवस्वः], una fórmula mágica tomada del verso 10.14.16 del Rig-veda (el texto más antiguo de la literatura de la India, de mediados del II milenio a. C.), el cual es un ejemplo del mantra gáiatri.
- En devanagari (el alfabeto en el que se escribe habitualmente el sánscrito):

ॐ भूर्भुवः स्वः ।
तत् सवितुर्वरेण्यं ।
भर्गो देवस्य धीमहि ।
धियो यो नः प्रचोदयात् ॥
- En AITS (alfabeto internacional de transliteración del sánscrito):

oṃ bhūr bhuvaḥ svaḥ
tat savitur vareṇyaṃ
bhargo devasya dhīmahi
dhiyo yo naḥ pracodayāt
- En transliteración española:

om
bur buvá suá
tat savitúr vareniám
bargo devásia dímaji
díio io na prachodáiat
- Traducción palabra por palabra:

Om: palabra mágica formada por tres letras: a, u y m, con diversas interpretaciones esotéricas. Es una invocación a Dios;
Bhū: ‘Tierra’,
bhuvá: ‘cielo’ (atmósfera),
swá: ‘Cielo (paraíso)’. Algunos autores piensan que este término sánscrito suá proviene de la misma palabra indoeuropea de donde viene el latín sol.
- Traducción al español:

Tierra, cielo y paraíso
ese dios del sol adorable,
en su luz de dios medito;
meditando en aquel, nosotros nos entusiasmamos.
Otra traducción dice así:
En la Tierra, el espacio y los planetas celestiales
Ese dador de inteligencia adorable
en la divina emanación Brahman de su cuerpo medito
meditando en aquel, nosotros nos entusiasmamos.
Según el lingüista inglés Griffith (1896):
Que podamos alcanzar la gloria excelente del dios Savitar
así él pueda estimular nuestras oraciones.
Una traducción inglesa:
Oh, espléndido y vivaz Sol, te ofrecemos esta oración.
Ilumina esta anhelante mente, sé nuestro protector,
que la irradiación del divino rector guíe nuestro destino,
los sabios saludan tu magnificencia con oblaciones y palabras de alabanza.
Una traducción más tendenciosa:
¡Oh, Krisná! Tú eres dador de vida, destructor del dolor y la tristeza,
otorgador de felicidad y facilitador del paraíso.
Oh Krisná, creador del universo, que podamos recibir tu suprema luz destructora del pecado y
que nos puedas guiar a nosotros y a nuestro intelecto en la dirección correcta.

## Otros gáiatris
El grupo krisnaísta gaudía vaisnava (visnuismo bengalí) es un credo monoteísta dentro del hinduismo. (Los hare krisna son una rama de ese credo).
Gauda (que se pronuncia /gouda/) es un nombre medieval de Bengala (provincia de India). Literalmente significa ‘azúcar’, ya que en la época en que se acuñó esa denominación, Bengala era considerada «el país de la caña de azúcar» (en la actualidad se le debería llamar «el país del arroz»). La palabra sánscrita vaisnava quiere decir ‘relativo a Visnú’, y en este caso particular ‘visnuista’ (‘adorador de Visnú’).
Los vaisnavas de Bengala rezan no solo a la madrugada y al atardecer sino también al mediodía. El mantra gáiatri que ellos recitan tiene ―además del gáiatri del sol (que se mostró más arriba)― varias líneas agregadas, dedicadas a:

1) la refulgencia del sol entendida como la luz Brahman que emite el cuerpo del dios Krisna, 

2) el gurú (maestro espiritual), 

3) el Señor Chaitania (1486-1534), una encarnación del dios Krisna, 

4) el propio Sri Krisna:

### Gáiatri del gurú
Aim gurave namáj.
Aim gurudevaia vidmajé,
krisná-anandaia dīmaji,
tan no guro prachodáiāt.
Om, al gurú (‘maestro espiritual’) reverencio.
Om, al gurú conozco,
en el que por Krisna siente felicidad medito,
ese nuestro gurú nos entusiasma.

### Gáiatri de Chaitania
La siguiente línea está dedicada a Gaura (el ‘Dorado’: Krisna Chaitania (Bengala, 1486-1534), considerado una encarnación de Sri Krisna pero no de piel azul sino dorada.
En sánscrito krisna-chaitania significa ‘conciencia de Krisna’ (la meditación constante en Krisna).
Klim
gauraia namaj.
Klim chaitaniaia vidmajé,
viswam-bharaia dīmaji,
tan no gaurá prachodáiāt.
Om,
al Dorado reverencio.
Om, a Chaitania conozco,
en Vishuám-bhara (‘sostenedor del universo’, Chaitania) medito,
ese nuestro Dorado nos entusiasma.

### Gáiatri de Krisna
La siguiente línea está dedicada a Krisna (pastor de Vrindāvan convertido en rey).
- Krisna significa ‘azul oscuro’,
- Govinda (go: ‘vaca’, vinda: ‘cuidador’), significa ‘pastor’ y
- Gopi-yana-vallabha (gópī: ‘pastora’, jana: ‘gente, grupo’, vallabha: ‘muy querido’) quiere decir ‘amante de todas las vaqueras’.

Klim
krisnāia, govindāia, gopi-yana-valabaia suajá.
Om,
a Krisná Góvinda, el amante de las vaqueras, ofrezco oblaciones.

### Gáiatri de Kamadeva
La siguiente línea del Gáiatri es de origen más bien pagano y no coincide con la ortodoxia hinduista, o bien proviene de un pasado anterior a la época védica (entre el 1500 y el 700 a. C.).
La interpretación actual de esta línea del Gáiatri probablemente se deba a los seis Gosuamis de Vrindavan (discípulos de Chaitania, en el siglo XVI), quienes hicieron que la oración se dirigiera (forzando un poco su significado) hacia el dios Krisna. Pero en realidad esta última estrofa se refiere claramente a Kamadeva, el dios del amor (kama: ‘deseo sexual’, deva: ‘dios’). El Kama-sutra es un texto que habla acerca del dios Kama. Se le personifica como un niño prepúber que dispara pares de flechas de flores que enamoran a los seres vivos, por eso se le llama Pushpa Bana (pushpa: ‘flores’, bana: ‘flechas’).
Posiblemente esta imagen provenga del Eros griego, por lo menos del siglo VIII a. C.
A Kama también se le llamaba Ananga, que significa ‘Incorpóreo’ (siendo an: partícula negativa [‘sin’]; y anga: ‘forma’, ‘cuerpo’), porque quedó sin cuerpo al ser quemado por la mirada del dios Shiva, ya que ―mientras Shiva se encontraba meditando en su morada en el monte Kailash― Kamadeva quiso romper su concentración para enamorarlo de una mujer.
Klim
kama-devaia vidmajé,
pushpa-banaia dīmaji,
tan no ’ananga prachodaiat
Om,
a Kamadeva conozco,
en [ese dios que dispara] flechas de flores medito;
ese nuestro Incorpóreo nos entusiasma.